# Piotr Franaszek
Piotr Stanisław Franaszek (ur. 12 maja 1955 w Malborku) – polski historyk, nauczyciel akademicki, profesor nauk humanistycznych, w latach 2016–2023 członek Kolegium Instytutu Pamięci Narodowej.

## Życiorys
Urodził się jako jedno z pięciorga dzieci Krystyny i Antoniego. Jego ojciec był historykiem, działaczem konspiracyjnego Stronnictwa Narodowego, bliskim współpracownikiem prymasa Stefana Wyszyńskiego, współzałożyciela i redaktora naczelnym „Tygodnika Rodzin Katolickich «Źródło»”.
Piotr Franaszek w 1979 ukończył studia z zakresu historii na Wydziale Filozoficzno-Historycznym Uniwersytetu Jagiellońskiego. W 1988 na tej samej uczelni uzyskał stopień doktora nauk humanistycznych w zakresie historii na podstawie pracy pt. Myśl naukowo-techniczna w galicyjskim górnictwie naftowym w drugiej połowie XIX w. (do roku 1918), napisanej pod kierunkiem profesor Heleny Madurowicz-Urbańskiej. W 1996 na UJ uzyskał stopień doktora habilitowanego na podstawie rozprawy Produkcja roślinna w Galicji doby autonomicznej. 21 października 2003 otrzymał tytuł profesora nauk humanistycznych.
Zawodowo związany z Instytutem Historii UJ. W latach 1999–2002 był wicedyrektorem, następnie do 2008 dyrektorem tej jednostki. W 2013 powołany na stanowisko profesora zwyczajnego Uniwersytetu Jagiellońskiego. Do września 2017 był także profesorem zwyczajnym w Instytucie Stosunków Międzynarodowych Państwowej Wyższej Szkoły Wschodnioeuropejskiej w Przemyślu, był członkiem Komitet Nauk Historycznych Polskiej Akademii Nauk.
Specjalizuje się w historii społeczno-gospodarczej XIX i XX wieku. Był członkiem powołanego przez rektora zespołu historyków prowadzącego badania nad inwigilacją środowiska UJ przez funkcjonariuszy Służby Bezpieczeństwa. W kadencji 2006–2010 z ramienia Prawa i Sprawiedliwości zasiadał w radzie miejskiej Krakowa. W 2008 przeprowadził z ramienia ówczesnego rektora UJ Karola Musioła autolustrację zamówioną przez byłego rektora Franciszka Ziejkę.
W przedterminowych wyborach prezydenckich w 2010 poparł kandydaturę Jarosława Kaczyńskiego. Wchodził w skład jury konkursu Książka Historyczna Roku. 
W 2016 z rekomendacji posłów PiS został powołany przez Sejm w skład Kolegium Instytutu Pamięci Narodowej; członkiem tego gremium był do 2023.
Jest oblatem benedyktyńskim.

## Odznaczenia
- Krzyż Kawalerski Orderu Odrodzenia Polski (2022)[13]

## Wybrane publikacje
- Informator statystyczny do dziejów przemysłu w Galicji: górnictwo i hutnictwo (produkcja, ceny, zbyt, przedsiębiorstwa, zatrudnienie) (współautor), Kraków 1981.
- Myśl techniczna w galicyjskim wiertnictwie naftowym w latach 1860–1918, Kraków 1991.
- Informator statystyczny do dziejów społeczno-gospodarczych Galicji: rolnictwo w dobie autonomii. Cz. 1, Produkcja roślinna, Kraków-Warszawa 1992.
- Produkcja roślinna w Galicji doby autonomicznej, Kraków 1995.
- Celem nauki jest człowiek... Studia z historii społecznej i gospodarczej ofiarowane Helenie Madurowicz-Urbańskiej (red. nauk.), Kraków 2000.
- Informator statystyczny do dziejów społeczno-gospodarczych Galicji: zdrowie publiczne w Galicji w dobie autonomii, Kraków 2001.
- Zdrowie publiczne w Galicji w dobie autonomii (wybrane problemy), Kraków 2002.
- O nowoczesnym zarządzaniu majątkiem – rady dla potomnych Karola Belina Brzozowskiego: źródła do dziejów gospodarstwa ziemiańskiego na Kresach w XIX wieku (red.), Kraków 2005.
- Ausgewählte Probleme zur Geschichte der polnischen Landwirtschaft im 19. und 20. Jahrhundert (red.), Kraków 2005.
- Problemy cywilizacyjnego rozwoju Białorusi, Polski, Rosji i Ukrainy od końca XVIII do XXI wieku (red.), Kraków 2007.
- Stłamszona nauka? Inwigilacja środowisk akademickich i naukowych przez aparat bezpieczeństwa w latach siedemdziesiątych i osiemdziesiątych XX wieku (red.), Warszawa 2010.
- Naukowcy władzy, władza naukowcom (red.), Warszawa 2010.